# نظریه علامت‌دهی

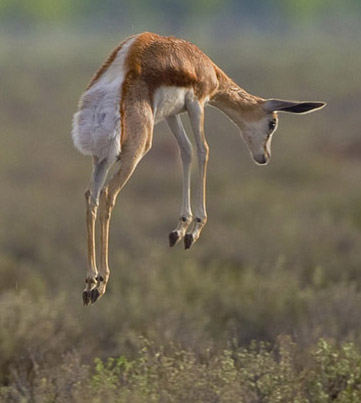
یک غزال جهنده (Antidorcas marsupialis) با پریدن به هوا صادقانه سیگنال می‌دهد که جوان و تندرست است و برای شکارچیانی چون یوزپلنگ نمی صرفد دنبالش کنند.

در زیست‌شناسی فرگشتی، نظریه علامت دهی (انگلیسی: Signalling theory) آثاری نظری هستند که
ارتباطات میان جانوران، درون گونه‌ها و بین گونه‌ها را وارسی می‌کنند. پرسش مرکزی این است که چه زمانی باید از ارگانیسم‌های با منافع متعارض، مانند هنگام انتخاب جنسی،  انتظار داشت به جای کلک زدن، سیگنال‌های صادقانه ارسال کنند. مدل‌های ریاضی توصیف می‌کنند که چگونه علامت دهی می‌تواند به یک استراتژی پایدار تکاملی بینجامد.